# Анариаки
Анариаки — скифские племена, упомянутые Полибием, Страбоном и Плинием. Армянский географ Анания Ширакаци упоминает Анариаков («Анариаки» по-армянски) среди людей, населяющих северные районы Мидии.

## История
Анариаки были античным племенем, которые жили на южном берегу Каспийского моря между племенами кадусиев и амардов. В древности у племени анариаков существовал одноименный город в одной из областей кавказской албании. Область эта называлась Утик. Страбон говорил о том, что в городе Анариак в пределах провинции Утик можно было видеть прорицалище спящих. Леонид Сергеевич Чекин утверждал, что Анариаки означало буквально «не арии» и были собирательным названием южноприкаспийских племен. Страбон отмечал наличие в кавказской Албании племен анариаков и писал что их теперь называют парсиями.